# دریاچه سایرام
دریاچه سایرام در شمال باختری چین در سمت مرز این کشور با قزاقستان واقع شده‌است. این دریاچه در ولایت خودمختار بورتالا مغول در سین‌کیانگ چین و در نزدیکی کوه‌های تیان شان قرار دارد.
واژه سایرام در زبان قزاقی به معنای برکت است. این دریاچه همچنین به نام سانتای هایزی معروف است. این بزرگترین دریاچه کوهستانی در سین‌کیانگ و همچنین مرتفع‌ترین در این منطقه است.
مساحت دریاچه سایرام ۴۵۸ کیلومتر مربع و ارتفاع آن از سطح دریاهای آزاد ۲۰۷۰ متر است. حداکثر درازای آن ۳۰ کیلومتر، حداکثر پهنای آن ۲۷ کیلومتر و میانگین ژرفای آن ۴۶٫۴ متر است. حداکثر عمق دریاچه ۱۰۶ متر است.
داستان عشقی سوزناکی در مورد پیدایش دریاچه سایرام وجود دارد. برپایه داستان‌های مردم منطقه، دریاچه سایرام از اشک‌های یک دختر و پسر جوان عاشق قزاق ایجاد شده‌است. بر پایه این داستان دختر زیبا و پسری جوان سخت عاشق یکدیگر بودند و یک روز شیطان سنگدلی که شیفته زیبایی دختر شده بود دختر را به بند کشید و در خانه خود دختر اسیر نگاه داشت.
دختر اما توانست که بگریزد اما شیطان بسیار زود متوجه شد و به دنبال او رفت. دختر ناچار شد از پرتگاه به زیر به درون مُغاکی تیره بپرد. پس از آن پسر جوان نیز که از این موضوع باخبر شد از شدت غم و اندوه از همان نقطه به پایین پرید و به معشوقه خود پیوست. گریه‌های دردناک آنها در مغاک روان شد و دریاچه سایرام را پدیدآورد.

## نگاره‌ها

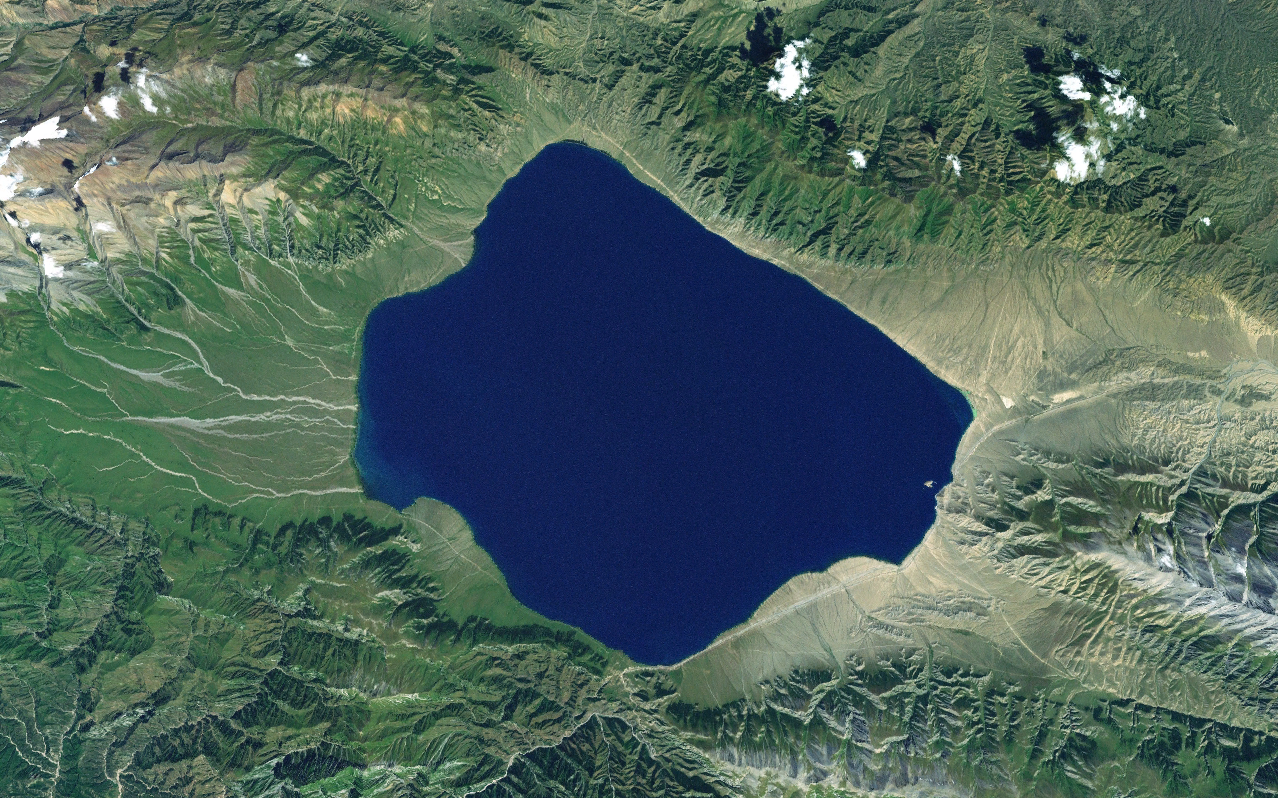
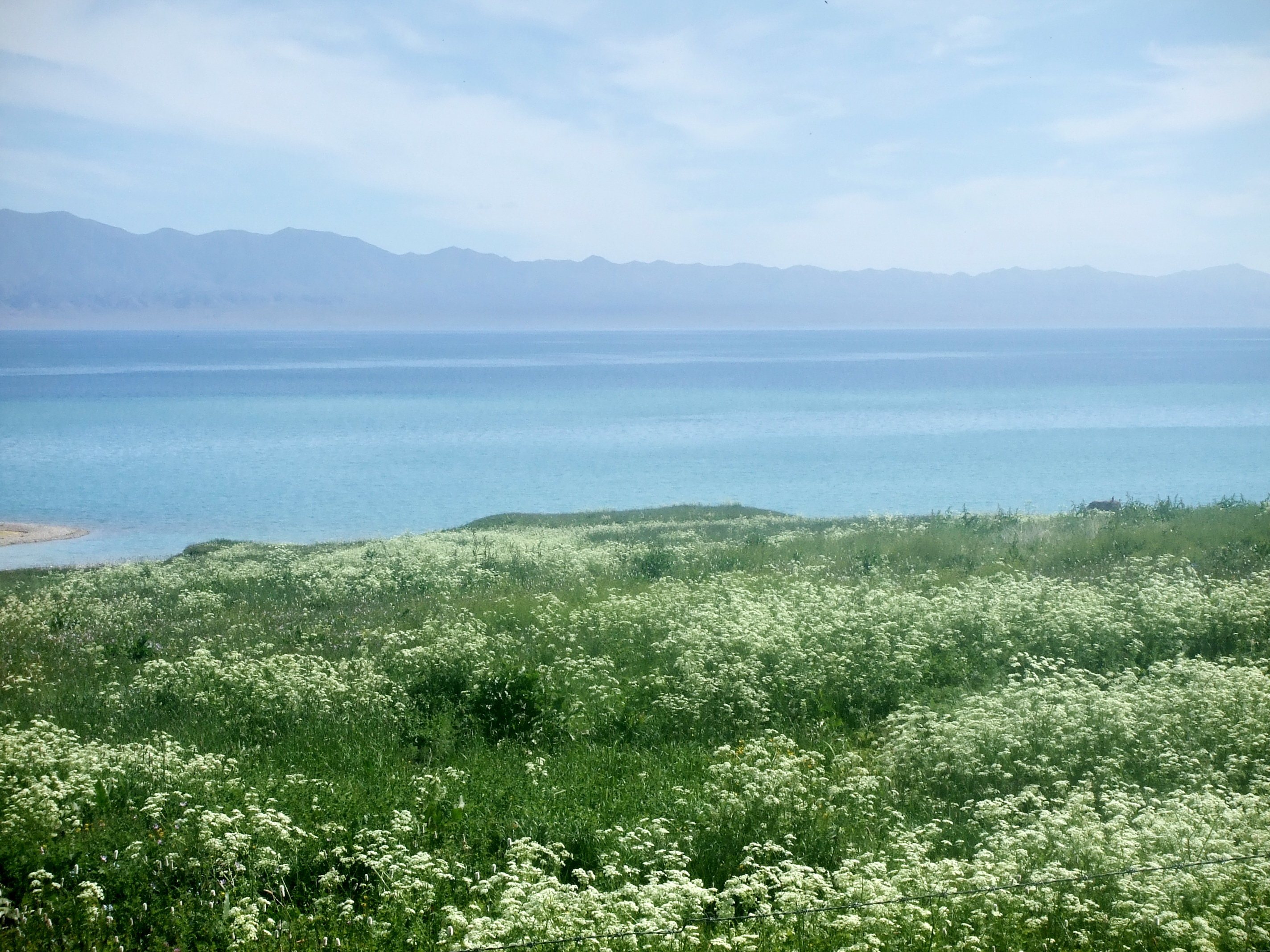
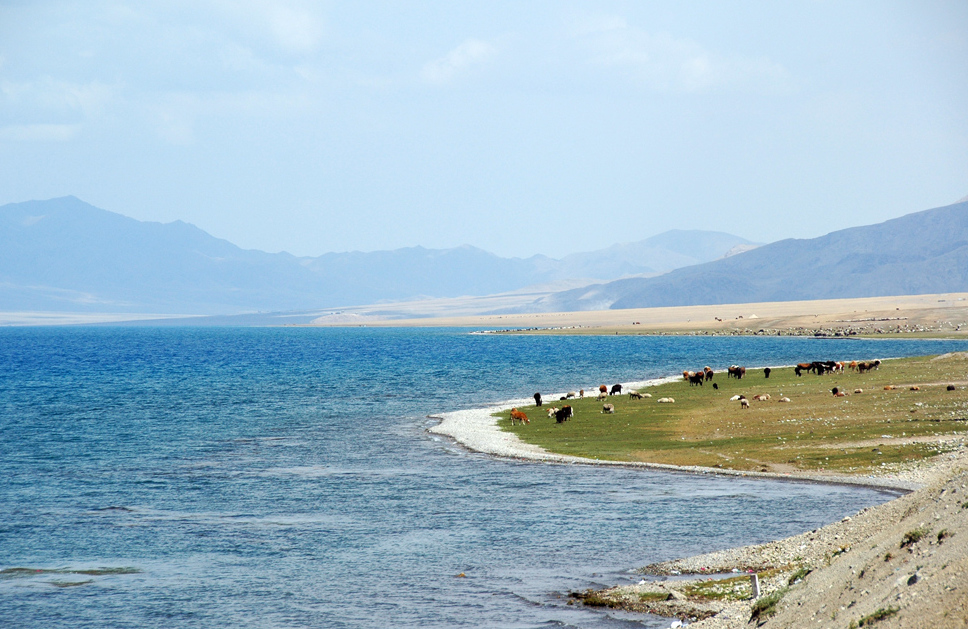
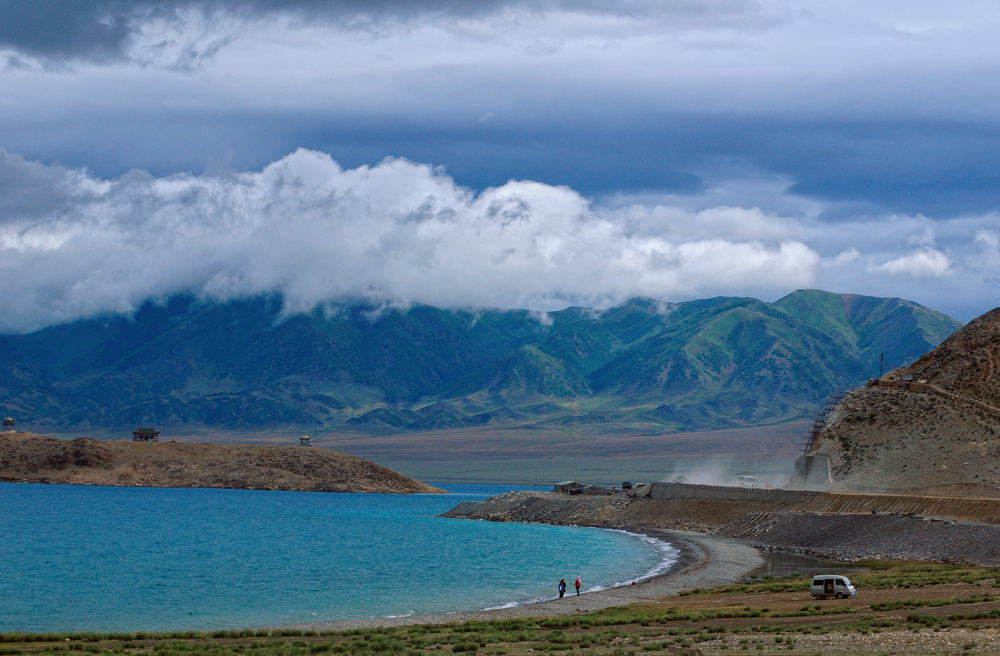
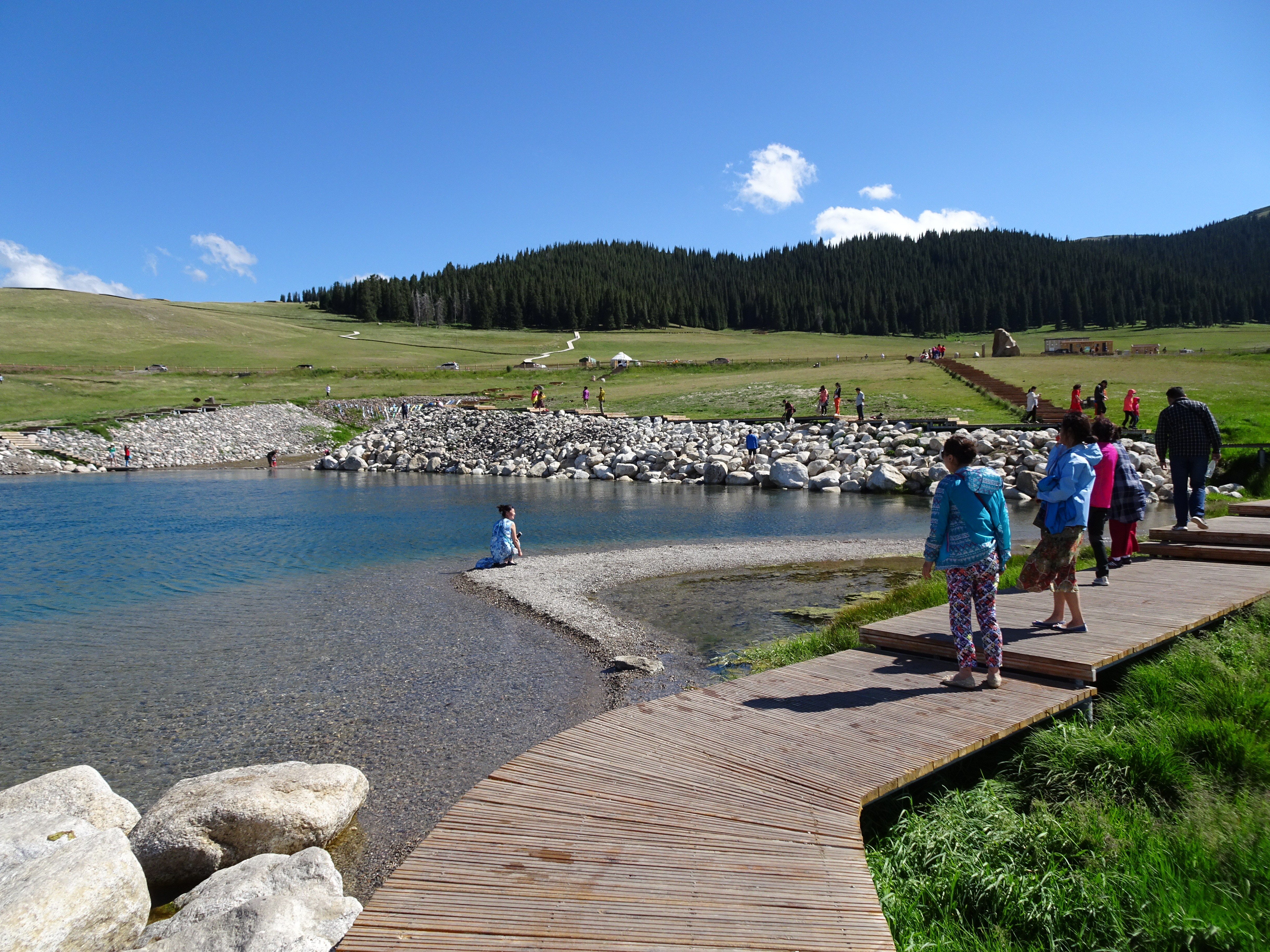
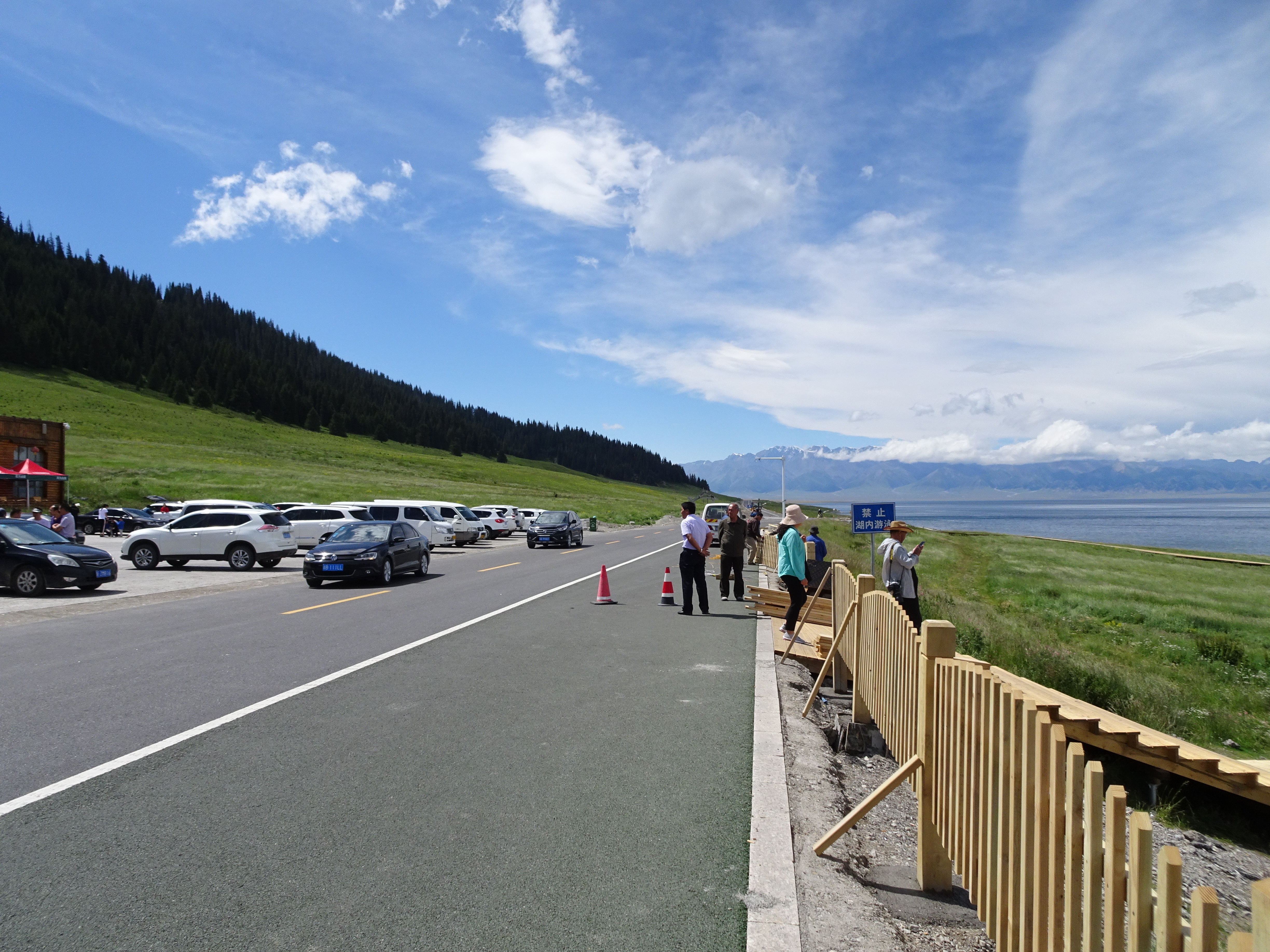